# Сан-Педро (Гватемала)
Сан-Пе́дро (ісп. San Pedro або Las Yeguas) — стратовулкан у Гватемалі. Вулкан стоїть на березі озера Атітлан.